# 江景線
江景線（カンギョンせん）は、忠清南道論山市の江景駅と錬武台駅を結ぶ韓国鉄道公社の鉄道路線。湖南線の支線である。

## 路線データ
- 路線距離：9.0km
- 軌間：1435mm
- 駅数：3（起終点駅、仮乗降場を含む）
- 複線区間：江景駅～彩雲信号場（湖南線共有区間、3.2km）
- 電化区間：全線（交流25kV, 60Hz）

## 概要
江景駅～彩雲信号場間の路線は湖南線と共有しており、実質的には彩雲信号場～錬武台駅間のみが固有の路線であるが、営業キロは江景駅を起点としている。現在、定期運行の列車は皆無であるが、沿線地域にある韓国軍訓練所が貨物・旅客の輸送を必要とするため、臨時列車がたびたび運行される。

## 駅一覧
- 駅所在地は全線忠清南道論山市内。

| 駅名       | 駅名       | 駅名       | 駅間キロ (km) | 累計キロ (km) | 駅 等級 | 駅種別 | 接続路線               |
| 日本語     | ハングル   | 英語       | 駅間キロ (km) | 累計キロ (km) | 駅 等級 | 駅種別 | 接続路線               |
| ---------- | ---------- | ---------- | ------------- | ------------- | ------- | ------ | ---------------------- |
| 江景駅     | 강경역     | Ganggyeong | 0.0           | 0.0           | 3級     | 普通駅 | 韓国鉄道公社：湖南本線 |
| 彩雲信号場 | 채운신호장 | Chaeun     | 3.2           | 3.2           | 信号場  | 信号場 | 韓国鉄道公社：湖南本線 |
| 錬武台駅   | 연무대역   | Yeonmudae  | 5.8           | 9.0           | 3級     | 普通駅 |                        |